# Bolsa de Valores de Ruanda
Bolsa de Valores de Ruanda (em inglês Rwanda Stock Exchange; RSE) é uma bolsa de valores com sede em Quigali, capital de Ruanda.

## História
A Bolsa de Valores de Ruanda foi constituída em 7 de outubro de 2005 com o objetivo de realizar operações no mercado de ações. A RSE foi registrada como uma empresa limitada por ações e iniciou as suas operações  oficialmente em 31 de janeiro de 2011. A Bolsa de Valores de Ruanda substituiu a Rwanda Over The Counter Market (ROTCE) que estava em operação desde janeiro de 2008, com duas empresas no pregão, o Kenya Commercial Bank Group (KCB) que começou a ser negociada em 18 de junho de 2009 e o National Media Group (NMG) com ações cotadas a partir de 2 de novembro de 2010.
O primeiro pregão da RSE coincidiu com o primeiro dia de negociação (IPO) das ações da única cervejaria de Ruanda, a Bralirwa (BLR), seguido da oferta pública de ações do Bank of Kigali (BOK) em 31 de junho de 2011. Em 14 de abril de 2015, a Crystal Ventures anunciou sua intenção de fazer uma oferta pública inicial (IPO) na Bolsa de Valores de Ruanda de sua subsidiária a Crystal Telecom (CTL), que por sua vez detém uma participação de 20% na MTN Ruanda, a maior empresa de telecomunicações do país.
Em 7 de dezembro de 2012, a RSE lançou o Índice de Ações da Bolsa de Ruanda (RSESI), índice de desempenho ponderado por capitalização de mercado, calculado de forma independente e baseado em regras para as ações da Bolsa de Valores de Ruanda. O RSE opera em estreita associação com a Bolsa de Valores de Nairóbi, no Quênia, a Bolsa de Valores de Dar es Salaam, na Tanzânia, e a Bolsa de Valores do Uganda, em Uganda, existindo planos de integrar as quatro bolsas de valores para formar uma única bolsa da África Oriental.

## Lista de empresas com ações negociadas
Posição em março de 2020:
| Número | Símbolo | Companhia                     | Notas                                                                                        |
| ------ | ------- | ----------------------------- | -------------------------------------------------------------------------------------------- |
| 1.     | BLR     | Bralirwa                      | Fabricação de cerveja, engarrafamento                                                        |
| 2.     | KCB     | Kenya Commercial Bank Group   | Banco, Finanças                                                                              |
| 3.     | NMG     | Nation Media Group            | Publicação, impressão e distribuição de jornais e revistas, transmissão de rádio e televisão |
| 4.     | BOK     | Bank of Kigali                | Banco, Finanças                                                                              |
| 5.     | USL     | Uchumi Supermarkets           | Supermercado                                                                                 |
| 6.     | EQTY    | Equity Group Holdings Limited | Banco, Finanças                                                                              |
| 7      | CTL     | Crystal Telecom Rwanda        | Telefonia móvel                                                                              |
| 8      | IMR     | I&M Bank Rwanda Limited       | Banco, Finanças                                                                              |